# Jens-Uwe Krause (Historiker)
Jens-Uwe Krause (* 8. Juni 1957 in Sterup) ist ein deutscher Althistoriker.
Nach Schulzeit und Abitur in Flensburg studierte Krause Geschichte und Klassische Philologie an der Universität Kiel, wo er 1983 das Staatsexamen ablegte und 1986 bei Frank Kolb mit einer Arbeit über Spätantike Patronatsformen im Westen des Römischen Reiches promoviert wurde. Er habilitierte sich 1993 an der Universität Heidelberg über Witwen und Waisen im Römischen Reich. 1998 wurde er als Nachfolger Christian Meiers auf einen Lehrstuhl für Alte Geschichte an der Universität München berufen.
Schwerpunkte von Krauses Forschung sind die römische Sozialgeschichte und die Geschichte der Spätantike, insbesondere die spätantike Stadt und das frühe Christentum.

## Schriften (Auswahl)
- Spätantike Patronatsformen im Westen des Römischen Reiches. C.H. Beck, München 1987, ISBN 3-406-32356-1.
- Bibliographie zur römischen Sozialgeschichte. 2 Bände. Franz Steiner, Stuttgart 1992 und 1998, ISBN 3-515-06044-8 und ISBN 3-515-07269-1.
- Witwen und Waisen im Römischen Reich. 4 Bände. Franz Steiner, Stuttgart 1994/95.
- Gefängnisse im Römischen Reich. Franz Steiner, Stuttgart 1996, ISBN 3-515-06976-3.
- Kriminalgeschichte der Antike. C.H. Beck, München 2004, ISBN 3-406-52240-8.
- Geschichte der Spätantike. Francke, Tübingen 2018, ISBN 978-3-8252-4761-4.